# Pumbaraius kempi
Pumbaraius kempi is een hooiwagen uit de familie Podoctidae.